# جورج ناغل
جورج ناغل (بالألمانية: Georg Nagel)‏ هو أحيائي فيزيائي وعالم نبات ألماني، ولد في 24 أغسطس 1953 في فاينغارتن في ألمانيا.

## الجوائز والتكريم
- جائزة وايلي (2010) [6]
- جائزة شو (2020) [7]